# 早乙女綾
早乙女 綾（さおとめ あや）は日本の女性声優。主にアダルトゲームに声をあてている。

## 出演作品
太字は主役・メインキャラクター

### PCゲーム

#### 2005年
- 天使のひめごと（委員長）

#### 2006年
- 逸脱愛 〜オレニヤラセロ〜（芦屋 美沙、サラ）
- 体育調教師 〜鬼畜授業ブルマー遊戯〜（平川 麻里亜）
- 彼女たちの禁忌（塚田 美紀）
- 巨乳天使フレイティア（綾小路 澪）
- 性奴学艶祭（烏山 茜）
- 隷属秘書 〜牝犬オフィス調教課（乙姫 綾子）
- ヤミノカナタ（百衣 弥生）

#### 2007年
- VenusBlood（アルフィナ）
- エクスヴァイン（アカネ）
- 家庭訪悶（白石 ひかり）
- 今日のおかず おさ★つま お兄ちゃんが旦那様! 第1話（山浪 明里）
- クライミライ4（小笠原 茅花）
- 咲き乱れ（雪島 咲希）
- 痴漢車両1号車 〜崎京線〜（長月 ちとせ）
- 乳院しましょ! 〜桃色看護で心パイご無用〜（麻美 優香）
- はっぴぃプリンセス
- ぶっかけ!! 〜先輩はミルクまみれ〜（来島 薬子）
- ホシツグヨ（九龍 美咲）
- 水恋 〜みずこい〜（弓弦 陽子）

#### 2008年
- あまかみバンパイア（浦杜 梨緒）
- 淫行おやじと少女（吉永 愛美）
- 淫辱スタジオ TAKE2 〜姦獄鬼畜ショータイム（片瀬 忍）
- 家政夫鬼平 〜住み込み女子寮で酒池肉林（澤田 エリカ）
- 痴漢車両2号車 〜井の顕線〜（池上 泉）
- 人妻をえっちで口説く方法（春日 美代）
- ぶっかけ!!2 〜りみちゃんチャコちゃんミルクまみれ〜（りみ）

#### 2009年
- イジクリ 〜少女と淫行日記〜（鷺宮 静香）
- 弟を愛してやまない姉あるいはお兄ちゃんが大好きっ子な妹とのタブーなカンケイ（夏坂 春瑠）
- お姉ちゃんチェ〜ンジ（春日 陽子）
- 家族愛 〜お母さんと姉さんはボクの物〜（太田 愛華）
- ガチ乙女クインテット（愛乃縁 希）
- KISS×600 管理人さんのポニーテール（茜鳥 皐月）
- しぃしー貧乳姉妹（幸徳 千夏）
- 女子○（青山 友里）
- 女子○2（青山 友里）
- Dark Blue 限りなく… 闇に染まるBLUE（哀沢 鈴香）
- 義母散華 〜ははさんげ〜（古河 華絵）
- ハラマセテ人妻2（杉浦 美香）
- 必殺シコキ屋稼業（吉川 睦）
- 魔法少女ラヴィリオン（未来 あゆみ）
- 夢幻廻廊2 〜螺旋〜（“しろ”）
- 私の知らない妻の貌（斎 一花（学園時代））

#### 2010年
- 俺のタマノコシに乗ってくれ 〜従妹とメイドと後輩と先輩と先生と〜（藤倉 渚）
- 痴覚過敏「奥さん、すごく濡れてますよ… 我慢出来ないんですか?」（北原 香織）
- BUNNYBLACK（ドロシー・アゼリンド、ジュジュ）
- bitter smile.（轟木 要）
- 恋刀乱麻 〜わたしが、アナタを、守るからっ!!!〜（星川 瑛菜）

#### 2012年
- あなたの事を好きと言わせて（木葉 七緒）[1]

#### 2015年
- トラベリングスターズ -Traveling Stars-（イライザ・ローゼス・クロフォード）[2]
- ランス03 リーザス陥落（レイラ・グレクニー）[3]

### コンシューマーゲーム
- bitter smile.（轟木 要）[4]

### OVA
- 真章 幻夢館（渡瀬 望）
- My妹〜小悪魔なAカップ〜（内海 美優）
- 恋まぐわい ～忘却の妖狐～（銀狐）
- アノコトイイコト 第１話 こんな胸でも愛されたい！！ （瀧田）

### ドラマCD
- あきそら（葵 ソラ）